# Pic San Luis
Pour les articles homonymes, voir San Luis.
Le pic San Luis, en anglais San Luis Peak, est un sommet montagneux américain dans le comté de Saguache, au Colorado. Il culmine à 4 271 mètres d'altitude dans les monts La Garita. Il est protégé au sein de la forêt nationale de Gunnison et de La Garita Wilderness. Le sommet a été conquis par Franklin Rhoda et Allen D. Wilson en 1874.

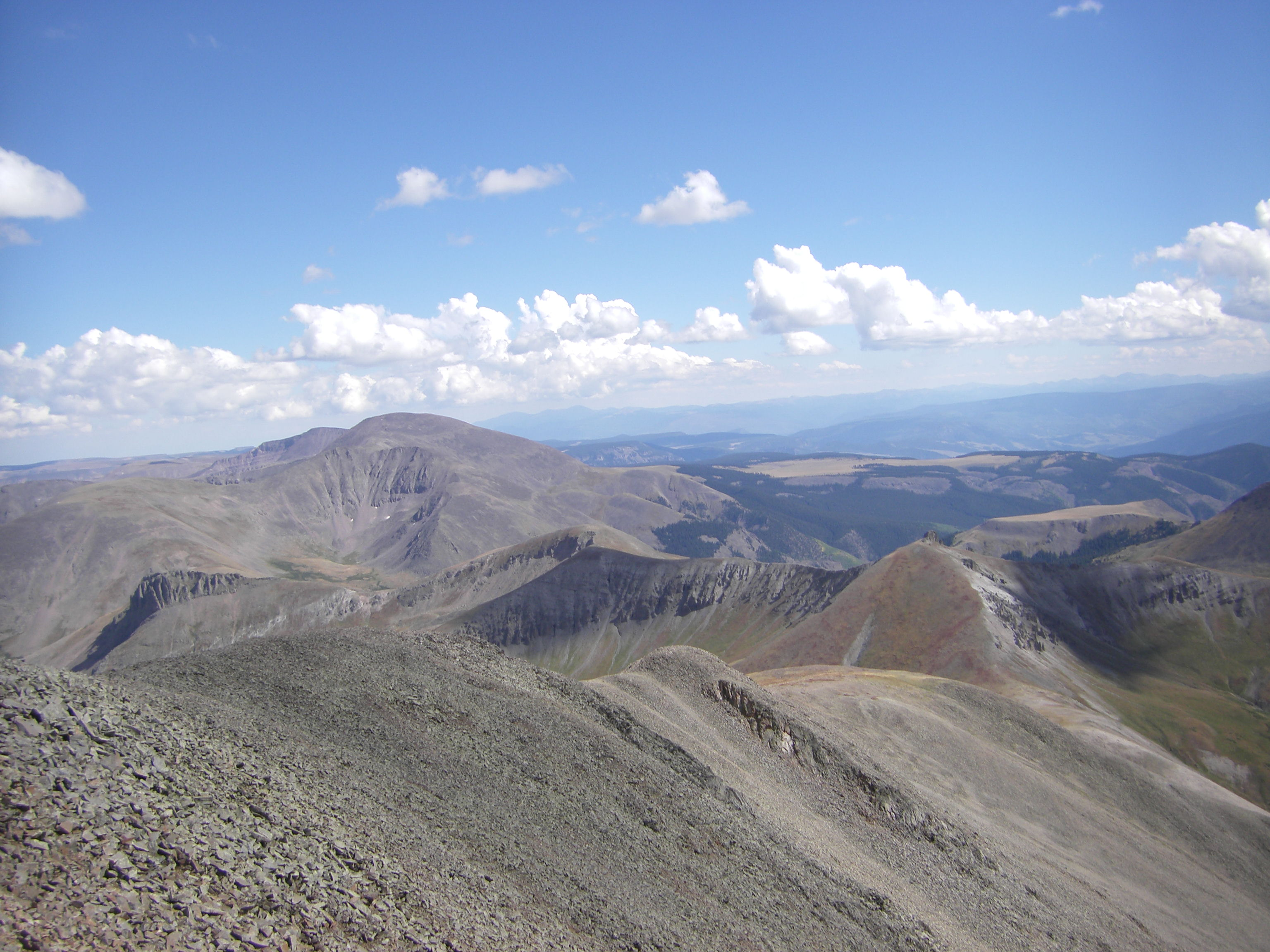
Vue depuis le sommet vers le sud.